# Honda Odyssey
Der Honda Odyssey ist ein vom japanischen Autohersteller Honda seit 1994 produzierter Minivan. Während das erste Modell weltweit vermarktet wurde, gibt es seither unterschiedliche Modelle.
Der erste Odyssey wurde in Japan im Gefolge der lokalen Wirtschaftskrise der 1990er-Jahre konzipiert, was wiederum erhebliche Einschränkungen auf die Fahrzeug-Größe und Gesamtkonzept zur Folge hatte. Das Ergebnis war ein kleiner Minivan in der Mittelklasse, der sich sehr erfolgreich im japanischen Binnenmarkt verkaufte, in Nordamerika jedoch kein Verkaufserfolg war. Honda entschloss sich dazu, unterschiedliche Modelle für die unterschiedlichen Marktbedürfnisse zu entwickeln und baute ein Werk in Lincoln, Alabama, um vor Ort den hiesigen US-Van-Markt zu bedienen. Honda bot auch dann zwischen 1999 und 2004 den größeren nordamerikanischen Odyssey II in Japan als Honda LaGreat an, der dann aber durch den Honda Elysion abgelöst wurde.
In Europa wurde der Odyssey I (hier als Honda Shuttle) durch den Honda Stream ersetzt.

## Erste Generation (RA1–RA5, 1994–1999)
Der Honda Odyssey I basierte auf dem Honda Accord und ging in Produktion im Jahr 1994.
Optional war Allradantrieb erhältlich. Als Antrieb kam neben den in Europa bekannten 2,2-Liter- und 2,3-Liter-Benzinmotoren auch der 3-Liter-V6-Benzinmotor J30A zum Einsatz. Grundsätzlich waren nur 4-Stufen-Automatikgetriebe mittels Lenkradschaltung erhältlich. Teilweise gehörte ein mittiges elektrisches Schiebedach zum Standard. Ausstattungsabhängig war eine Doppel-Klimaanlage getrennt für Vorder- und Passagierraum serienmäßig verbaut. Es gab sechs oder sieben Sitzplätze.
Das Modell wurde auch als Isuzu Oasis angeboten.
In Japan waren die Hauptkonkurrenten Toyota Gaia und Nissan Bassara.

## Zweite Generation (RA6–RA9, 1999–2003)
1999 erschien eine neuere größere „zweite Generation“ Odyssey in Japan und Australien und als Linkslenkerversion in China. Allerdings war dies eine größere Überarbeitung des ersten Modells. Das Ergebnis war eine ähnliche allgemeine Form und Aussehen, jedoch länger und breiter.
Als Basis-Motor fungierte nun der 2,3-Liter-4-Zylinder-Motor F23A RA6 neben dem 3,0-Liter-VTEC-V6-Motor J30A mit nun 157 kW (210 PS). Dieses Modell war der erste Honda, der ein Fünf-Stufen-Automatikgetriebe erhielt. Zudem war nun eine manuelle Schaltfunktion verfügbar. Der Innenraum wurde komplett neu gestaltet und der Schalthebel auf die Mittelkonsole verlegt. Eine Klimaautomatik war nun Standard und beim V6 war Lederausstattung in Serie verbaut. Das Reserverad erhielt seinen Platz unterhalb der dritten Sitzreihe, die eine zusätzliche Heizung erhielt. Das Schiebedach war nicht mehr verfügbar.
Im Jahr 2002 gab es eine leichte Überarbeitung mit größerem Honda-Emblemen für Front und Heck, Klarglas-Heckleuchten und einem größeren Kühlergrill mit vier Chromleisten anstatt der bisherigen drei.
Im australischen Markt erwies sich der neue Odyssey am Anfang als beliebter als sein Vorgänger. Im Jahr 2003 lag der Absatz jedoch bei nur noch 649 Einheiten – nahezu einem Drittel bei seiner Einführung im Jahr 2000.

## Dritte Generation (RB1–RB2, 2003–2008)
Die dritte Generation war die erste vollständig neue Entwicklung seit der Einführung im Jahr 1995. In den Verkauf ging sie in Japan Ende 2003 und in Australien und vielen anderen Ländern im Jahr 2004.
Mit einer deutlich schlankeren Karosserie lehnte man sich mehr an einen hochbauenden Kombi an, wobei die Höhe jedoch niedriger war als je zuvor. Im Innenraum war der Sitz-Klappmechanismus geändert und verfeinert.
Der einzige Motor war nun der 2,4-Liter-Motor K24A i-VTEC mit 119 kW (160 PS), der auch im Honda CR-V und Honda Accord zum Einsatz kam. Eine 4WD-Version (RB2) gab es nur mit einem automatischen Getriebe, während die 2WD-Ausführung mit einem CVT-Getriebe verfügbar war. In der Sportversion leistete der K24-Motor 149 kW (200 PS), beim 4WD 142 kW (190 PS), bei beiden mit einem Automatikgetriebe. Darüber hinaus hatte diese neue Maschine trotz höherer Leistung den gleichen Verbrauch wie der alte 2,3-Liter-Motor. All dies führte zu neuen Verkaufserfolgen. In Australien erreichte der Odyssey sein bisher bestes Verkaufsjahr 2005 und wurde erstmals häufiger als der Toyota Tarago verkauft.

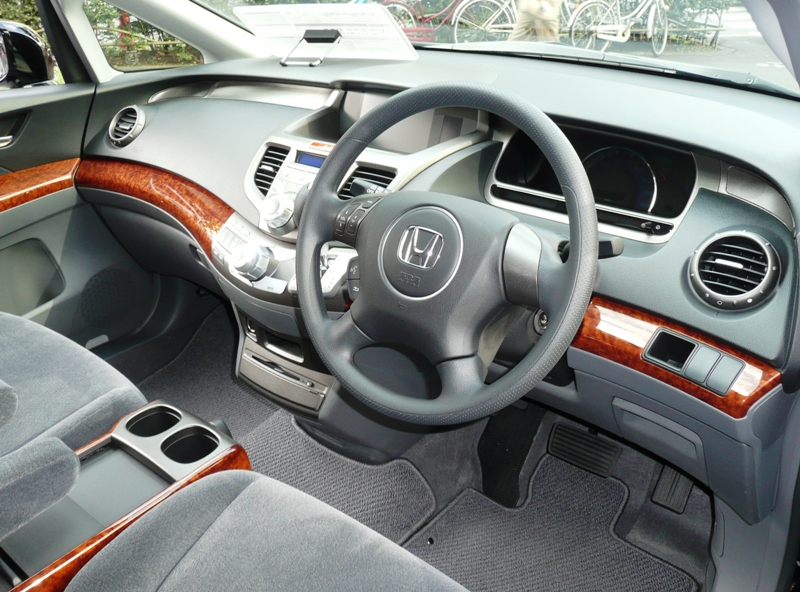
Interieur

## Vierte Generation (RB3–RB4, 2008–2013)
Der Verkauf der vierten Generation begann am 17. Oktober 2008. Hierbei hatte Honda nur den Innenraum und das äußere Design verändert, während die Technik gleich blieb.

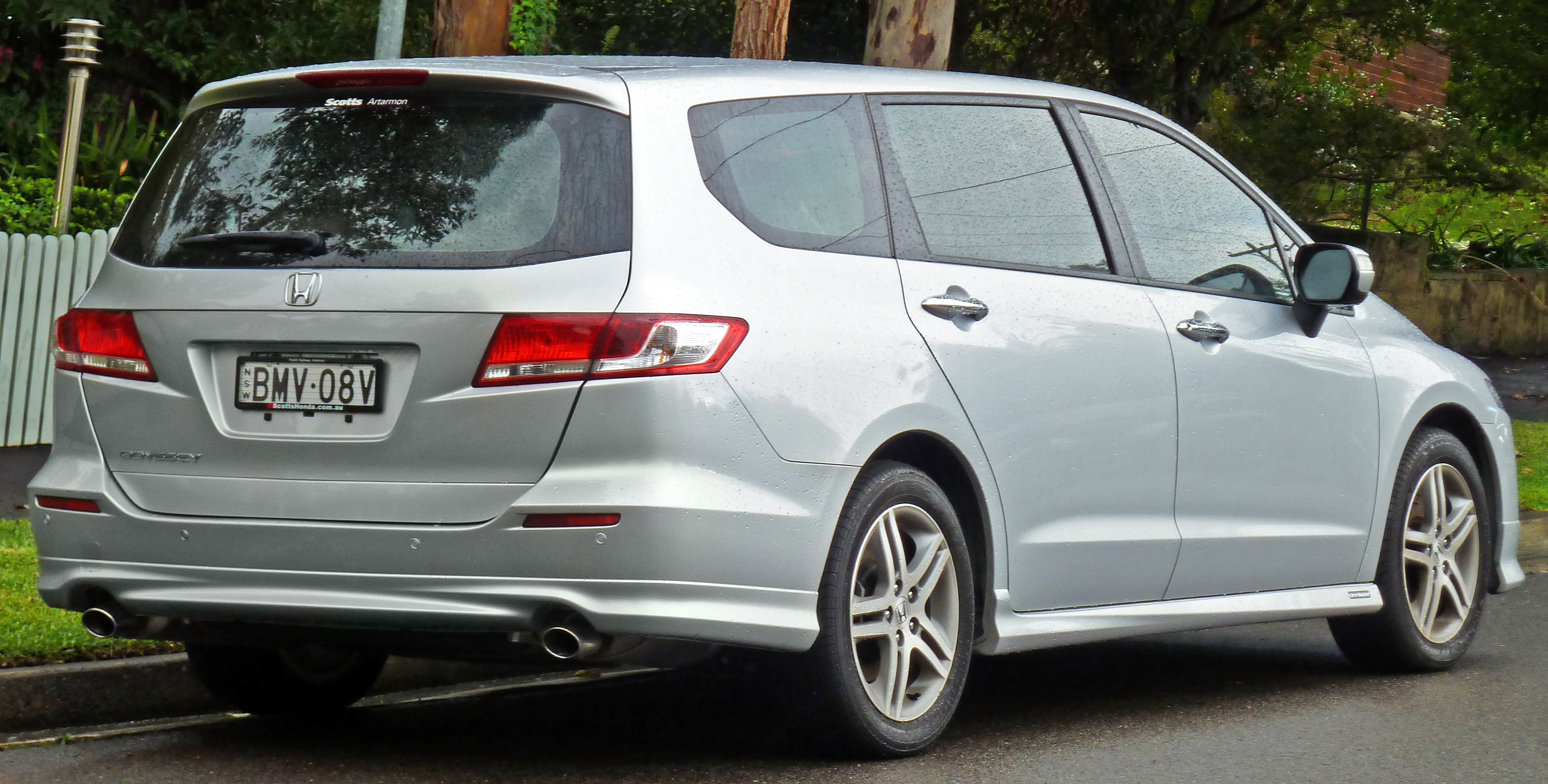
Honda Odyssey (Australien)

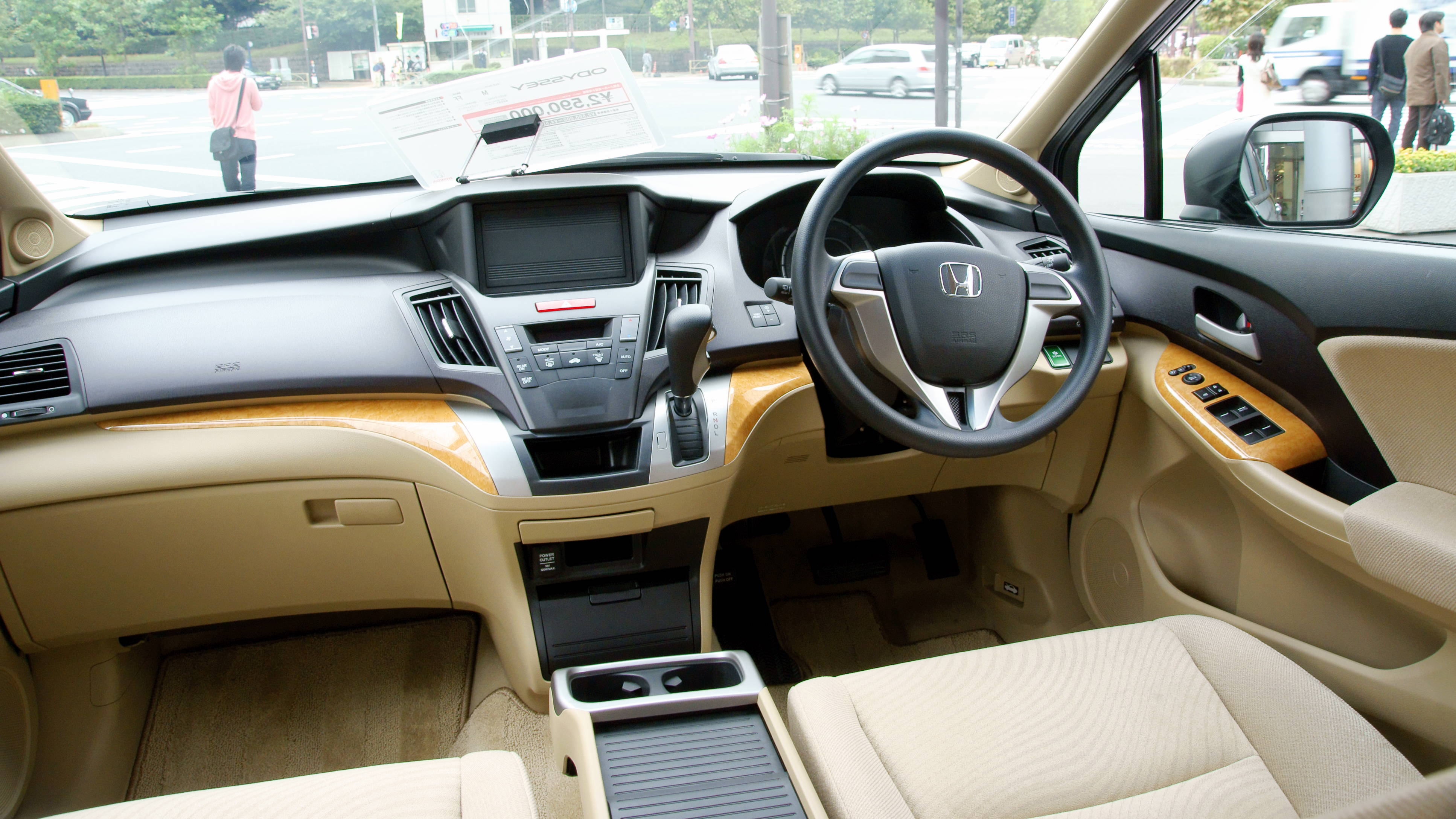
Interieur

## Fünfte Generation (RC1–RC2, seit 2013)

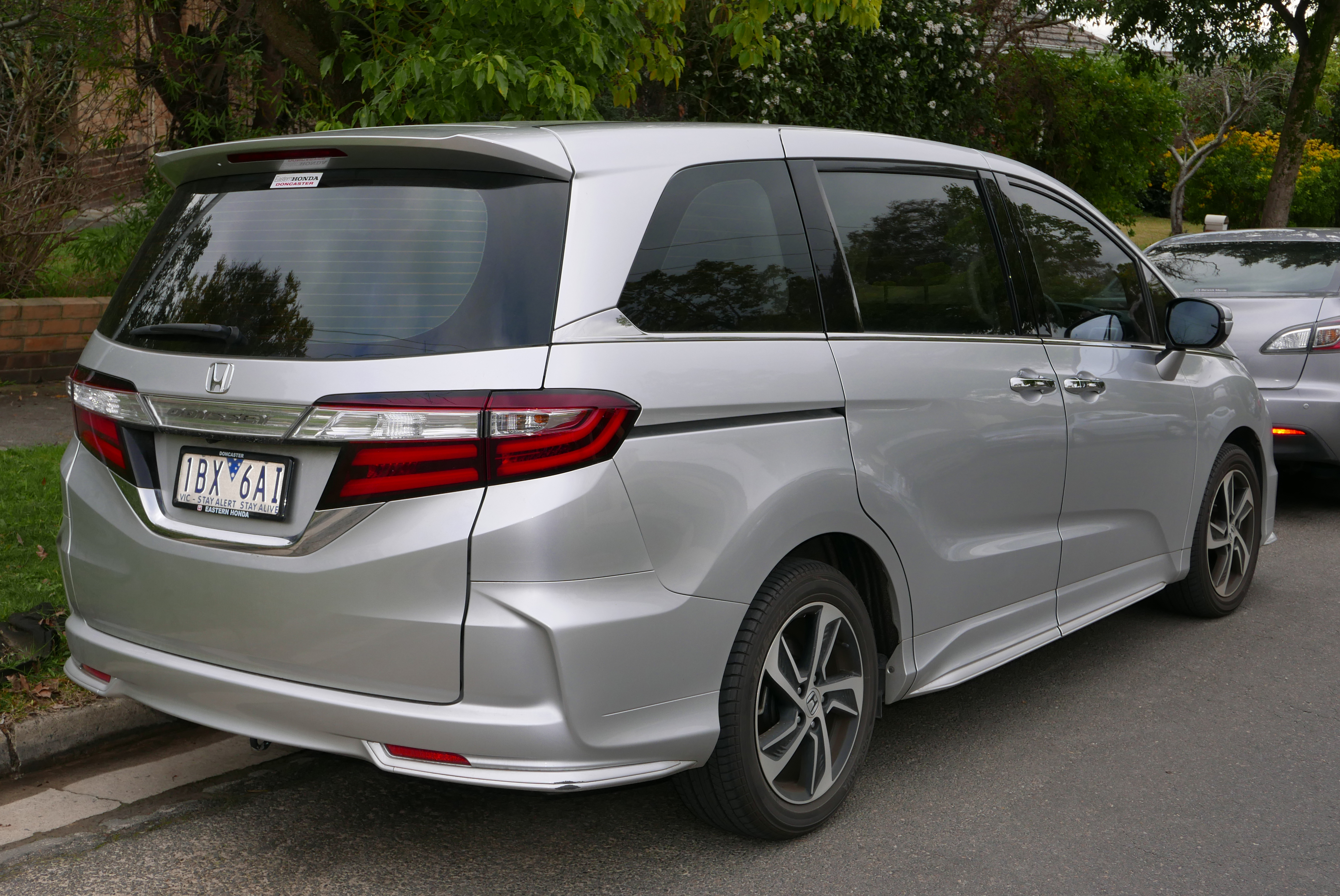
Heckansicht

Die fünfte Generation wird seit Ende 2013 verkauft und wurde insbesondere höher. In China liefert die fünfte Generation die Basis für den Honda Elysion, der dort zusätzlich zum Odyssey verkauft wird. In Japan war neben einem global vertriebenen 2,4-Liter-Ottomotor auch noch eine Variante mit Hybridantrieb erhältlich.

### Technische Daten (China)
|                                             | Odyssey                  | Odyssey e:HEV               |
| Bauzeitraum                                 | 04/2014–04/2019          | seit 04/2019                |
| Motorkenndaten                              |                          |                             |
| Motortyp                                    | R4-Ottomotor             | R4-Ottomotor + Elektromotor |
| Hubraum                                     | 2356 cm³                 | 1993 cm³                    |
| Verdichtungsverhältnis                      | 11,1 : 1                 | 13,5 : 1                    |
| max. Leistung Verbrennungsmotor bei min−1   | 137 kW (186 PS) bei 6400 | 107 kW (145 PS) bei 6200    |
| max. Leistung Elektromotor                  | —                        | 135 kW (184 PS)             |
| max. Drehmoment Verbrennungsmotor bei min−1 | 243 Nm bei 3900          | 175 Nm bei 3500             |
| max. Drehmoment Elektromotor                | —                        | 315 Nm                      |
| Kraftübertragung                            |                          |                             |
| Antrieb, serienmäßig                        | Vorderradantrieb         | Vorderradantrieb            |
| Getriebe, serienmäßig                       | Stufenloses Getriebe     | Stufenloses Getriebe        |
| Messwerte                                   |                          |                             |
| Höchstgeschwindigkeit                       | k. A.                    | 160 km/h                    |
| Beschleunigung, 0–100 km/h                  | 10,6 s                   | 9,3–9,8 s                   |
| Kraftstoffverbrauch auf 100 km              | 7,7–7,9 l Super          | 5,9–6,2 l Super             |
| Leergewicht                                 | 1774–1931 kg             | 1843–1997 kg                |
| Tankinhalt                                  | 55 l                     | 50 l                        |